# Итон, Адам (1988)
Это статья об аутфилдере. О питчере см. Итон, Адам (1977).
Адам Кори Итон (англ. Adam Cory Eaton, 6 декабря 1988, Спрингфилд, Огайо) — американский бейсболист, аутфилдер команды МЛБ «Чикаго Уайт Сокс». Победитель Мировой серии 2019 года в составе «Вашингтон Нэшионалс».

## Биография

### Ранние годы
Адам родился в Спрингфилде, штат Огайо. Учился в старшей школе Кентон Ридж, позднее став четвёртым её выпускником, который попал в МЛБ (после Дэйва Барбы, Рика Уайта и Дастина Хермансона). В школьной команде выступал на позициях аутфилдера и питчера. В 2004 и 2005 годах участвовал в финалах региональных соревнований. Часть сезона 2007 года пропустил из-за межпозвоночной грыжи.
После школы он поступил в Университет Майами в Оксфорде, играл за студенческую команду «Майами Ред Хокс» в первом дивизионе NCAA. В 2009 году вошёл в состав сборной всех звёзд конференции.

### В МЛБ
На драфте МЛБ 2010 года Итона под общим 571-м номером выбрала «Аризона». Сезоны 2010 и 2011 годов он провёл в фарм-клубах «Даймондбэкс» в Лиге пионеров и Калифорнийской лиге. В каждой из лиг Адама приглашали на Матч всех звёзд. В 2011 году он отбивал с показателем 31,8 %, сделал 145 хитов и украл 34 базы. Весной 2012 года главный тренер «Аризоны» Кирк Гибсон пригласил Итона на весенние подготовительные сборы команды.
Сезон 2012 года Итон провёл в лиге AAA в составе «Рино Эйсиз». По итогам чемпионата он получил призы Лучшему новичку и Самому ценному игроку Лиги Тихоокеанского побережья. В сентябре Адама перевели в состав «Аризоны» в МЛБ. Ожидалось, что в 2013 году он будет одним из игроков основного состава команды, но на весенних сборах Итон получил травму локтя и вернулся в строй только в июле.
10 декабря 2013 года, в результате трёхстороннего обмена, Итон перешёл в «Чикаго Уайт Сокс». Весной 2015 года Итон продлил контракт с «Уайт Сокс» на пять лет, сумма соглашения составила 23,5 млн долларов. 22 апреля 2015 года, в игре против Канзас-Сити Роялс, Итон отбил мяч в питчера соперников Йордано Вентуру после чего началась драка, закончившаяся удалением с поля пяти игроков.
7 декабря 2016 года Итон был обменян в «Вашингтон». 28 апреля 2017 года Адам получил травму ноги во время попытки добежать к первой базе. Последующее обследование выявило у него разрыв мениска, из-за которого игрок выбыл из строя до конца сезона.